# Villa rustica (Weirading)

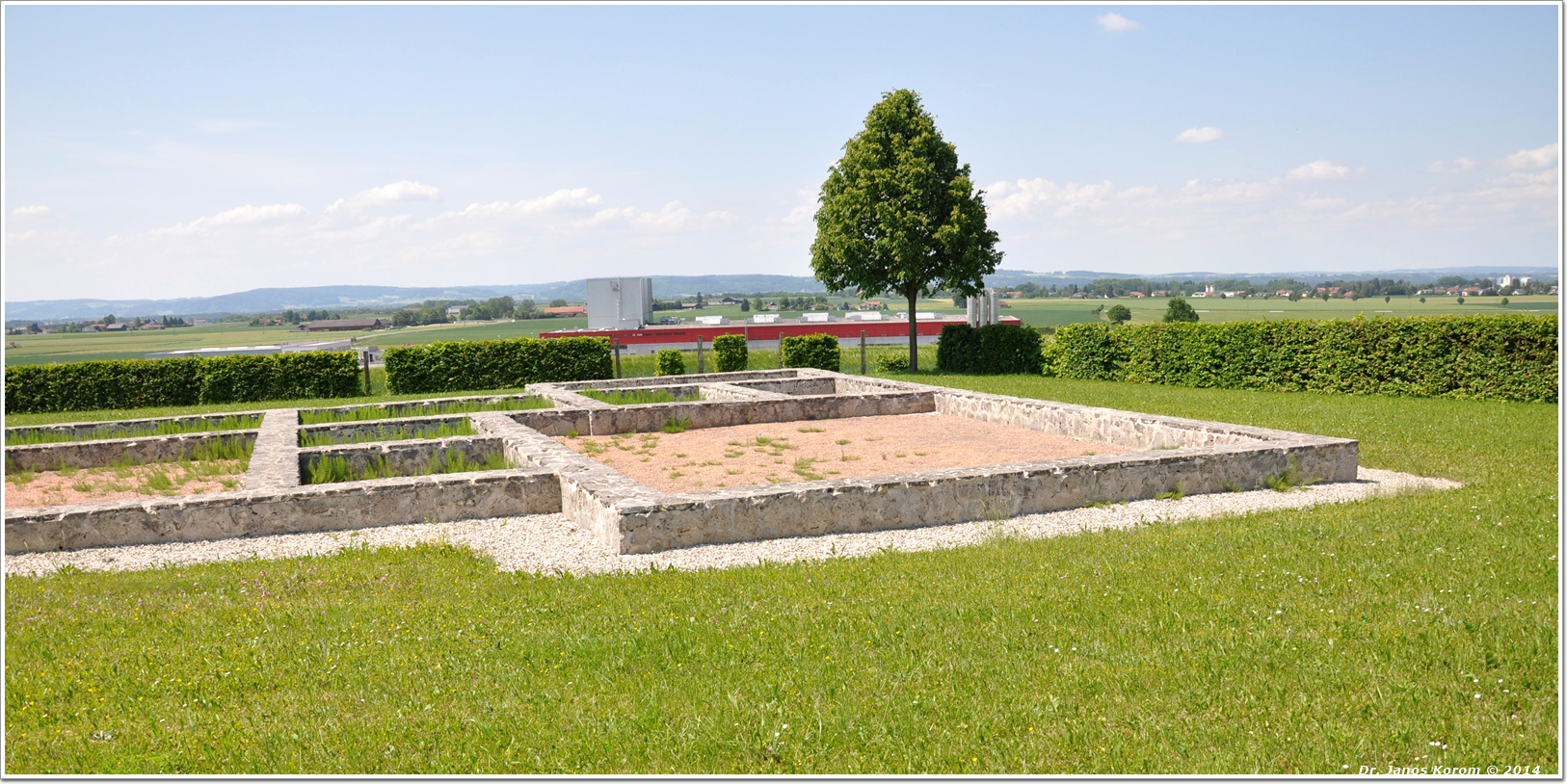
Die villa rustica von Weirading

Die Villa rustica ist ein römischer Gutshof, der im Innviertel nordöstlich der oberösterreichischen Stadt Altheim in der Ortschaft Weirading, Ortsteil Kiriberg, liegt.

## Lage und Datierung
Die Fundstelle befindet sich genau nördlich der beiden anderen Villen im Raum, Simetsberg und Wagham. Da sie exakt auf einer Linie liegen, ist anzunehmen, dass hier eine Römerstraße verlief.
Die Villa dürfte von ungefähr 80 bis 240 n. Chr. bewohnt worden sein.

## Forschungsgeschichte und Anlage
Die Erforschung der Villa begann 1913/14 mit einer Begehung. 1991/92 wurde eine geophysikalische Prospektion des Geländes durchgeführt. 1994 folgte die Ausgrabung der Fundamente, die durch landwirtschaftliche Nutzung und Erosion schon stark in Mitleidenschaft gezogen waren, und 1996 bis 1998 wurde das Badegebäude ausgegraben. Die Besonderheit dieser Villa rustica liegt in ihrer Größe, so führte ein 50 m langer Gang zum Badgebäude, das mit 350 Quadratmetern für eine Villa rustica eine große Fläche hatte. Die Front des Hauptgebäudes war 100 Meter lang und 25 Meter breit.
Nach dem Ende der Ausgrabungen und der Dokumentation wurden die Fundamente wieder zugeschüttet.

## Freilichtmuseum Villa rustica Weirading
Im Jahr 2003 wurde im Rahmen des Projektes Archäologie in Oberösterreich das Badhaus etwas seitlich versetzt rekonstruiert und als Freilichtanlage eröffnet.